# Ľubotín
Ľubotín és un poble i municipi d'Eslovàquia. Es troba a la regió de Prešov, al nord del país.

## Història
La primera referència escrita de la vila data del 1330.

## Demografia
| Godina             | 1994 | 2004   | 2014   | 2024   |
| ------------------ | ---- | ------ | ------ | ------ |
| Nombre de persones | 1286 | 1338   | 1362   | 1308   |
| Diferència         |      | +4,04% | +1,79% | −3,96% |

| Godina             | 2023 | 2024   |
| ------------------ | ---- | ------ |
| Nombre de persones | 1315 | 1308   |
| Diferència         |      | −0,53% |